# Демен (Німеччина)
Демен (нім. Demen) — громада в Німеччині, розташована в землі Мекленбург-Передня Померанія. Входить до складу району Людвігслуст-Пархім. Складова частина об'єднання громад Кріфіц.
Площа — 46,79 км2. Населення становить 839 ос. (станом на 31 грудня 2020).